# 暗褐盤雀鯛
暗褐盤雀鯛（學名：Dischistodus pseudochrysopoecilus）為輻鰭魚綱鱸形目隆頭魚亞目雀鯛科的其中一種，分布於中西太平洋區，包括南海、菲律賓、馬來西亞、印尼、澳洲、新喀里多尼亞、索羅門群島等海域，深度1至5公尺，本魚體呈卵圓形且側扁，稚魚體色為黃褐色，頭部及背部為褐色，體側有2條寬白色橫帶，背鰭中央有一個鑲黃邊的黑色大眼班，成魚體呈深褐色，頭部及魚鰭顏色更深，背鰭中央有一個白色圓斑，體被圓鱗，尾鰭叉形，上下葉圓鈍，背鰭硬棘12枚、背鰭軟條13-15枚、臀鰭硬棘2枚、臀鰭軟條14-15枚，體長可達18公分，棲息在沙子及珊瑚碎石混合的潟湖，生活習性不明。